# Edwin Lascelles (1799-1865)
Ne doit pas être confondu avec Edwin Lascelles.
Edwin Lascelles (1799 à Harewood – 25 avril 1865 à Wighill Parc, près de Wetherby) est un homme politique britannique du Parti Conservateur. Il est député pour Ripon de 1846 à 1857.
Lascelles est un des plus jeunes fils de Henry Lascelles (2e comte de Harewood). Il est diplômé B. C. L. de All Souls College, Oxford en 1826, et est appelé à la Barre de l'Inner Temple la même année. Il redevient député sans élection en janvier 1846, il est réélu en 1852 et se retire en 1857.
Il est mort subitement, d'une attaque d'apoplexie.